# Especies dependientes de conservación

Una visualización de las categorías en las "Categorías y Criterios de la UICN 1994 (versión 2.3) que ya no se usan, con la conservación dependiente (LR/cd). La categoría se incluyó en la categoría "casi amenazada" en la revisión de 2001, pero algunas especies que no han sido revaluadas conservan la evaluación.

Una especie dependiente de la conservación (LR/cd) es una especie que ha sido clasificada por la Unión Internacional para la Conservación de la Naturaleza (UICN) como dependiente de los esfuerzos de conservación para evitar que se amenace con la extinción. Dichas especies deben ser el foco de un programa de conservación continuo específico de la especie y/o del hábitat, cuyo cese resultaría en que la especie califique para una de las categorías amenazadas dentro de un período de cinco años. 
La categoría es parte de las Categorías y Criterios de la UICN de 1994 (versión 2.3), que ya no se utiliza en la evaluación de taxones, pero persiste en la Lista Roja de la UICN para los taxones evaluados antes de 2001, cuando se utilizó por primera vez la versión 3.1. Usando el sistema 2001 (v3.1), estos taxones se clasifican como casi amenazados, pero aquellos que no han sido revaluados permanecen en la categoría "Dependiente de la conservación". 
A diciembre de 2015, quedan 209 especies de plantas dependientes de la conservación y 29 especies de animales dependientes de la conservación.
Los ejemplos de especies dependientes de la conservación incluyen el caimán negro (Melanosuchus niger), el sinarapan, el grillo terrestre de California y la planta con flores Garcinia hermonii. 

## Animales dependientes de la conservación.
A diciembre de 2015, la UICN todavía enumera 29 especies animales dependientes de la conservación y dos subpoblaciones o poblaciones dependientes de la conservación.

### Moluscos
- Almeja de pata de oso
- Almeja china
- Almeja máxima
- Almeja gigante estriada

### Artrópodos
- Camarones del Lago Mono
- Attheyella yemanjae
- Canthocamptus campaneri
- Metacyclops campestris
- Murunducaris juneae
- Muscocyclops bidenatus
- Muscocyclops therasiae
- Grillo de tierra de California
- Ponticyclops boscoi
- Spaniacris deserticola
- Stenopelmatus nigrocapitatus
- Thermocyclops parvus

### Peces
- Acanthocobitis urophthalmus
- Belontia signata
- Pez paraíso adornado
- Sinarapan
- Púas de dos puntos
- Púas de rubí negro
- Púas de cereza
- Rasbora nacarada
- Púas con rayas laterales

### Reptiles
- Caimán negro
- Tortuga Arrau

### Mamíferos
Subpoblaciones y poblaciones
- Ballena cabecera (1 subpoblación/población)
- Ballena azul del norte (1 subpoblación/población)

## Ley EPBC
En Australia, la Ley de Protección del Medio Ambiente y Conservación de la Biodiversidad de 1999 todavía utiliza una categoría de "dependiente de la conservación" para clasificar las especies de fauna y flora. Las especies reconocidas como "dependientes de la conservación" no reciben protección especial, ya que no se consideran "asuntos de importancia ambiental nacional bajo la Ley EPBC" . 
La legislación utiliza categorías similares a las de las Categorías y Criterios de la UICN de 1994. Sin embargo, no tiene una categoría casi amenazada ni ninguna otra categoría de "menor riesgo". 
A diciembre de 2006, solo dos especies han recibido el estatus bajo la ley:
- Rugoso anaranjado (Hoplostethus atlanticus)
- Murciélago de ala doblada del sur (Miniopterus schreibersii bassanii)

Ninguna flora ha recibido la categoría bajo la Ley EPBC. 